# Moe Szyslak
Mohammar/Morris “Moe” Szyslak A Simpson családban szereplő férfi. Eredeti hangja: Hank Azaria. Magyar hangja: Halmágyi Sándor a sorozat 8. évadig, 9. évadtól Damu Roland, az új évadokban Koncz István.
Moe egy Springfieldi lakos, 47 éves, születésnapját november 24-én ünnepli, a születési évet nem tudni. Saját állítása szerint lengyel-olasz-arab-holland állampolgár, bár ez kissé bizonytalan. Haja ősz szürke színű (fiatalabb korában, még az 1. és 2. évadokban fekete).
Moenak van egy saját kocsmája, amit egyszerűen csak Moe Kocsmájának vagy Moe Kricsmijének neveznek. A kocsmában négy állandó törzsvendég van (nincs is más vendég) Carl, Lenny Homer, a munka után és Barney állandóan. A négy törzsvendéget ingyen szolgálja ki Duff sörrel, így természetesen sosem keres pénzt. Bart és Lisa gyakran veri át telefonbetyárkodással, emiatt dühbe szokott jönni. Moe anyjának, apjának nevét sosem tudjuk meg, gyerekként pedig csupán egyszer látni az egész sorozatban.
Moe magánélete nagyon bizarr, nem tudni a családja múltját, egy családi összejövetelen jelenik meg csupán, a Muntz család körében, de egyáltalán nem biztos hogy ez az ő családja. Gyakran vannak dührohamai. Ekkor gyilkossági és öngyilkossági kísérleteket hajt végre (legtöbbször öngyilkossági), de sosem jön neki össze, van hogy meg is dicsérik érte, például az egyik epizódban öngyilkosság helyett megmenti Maggie életét. Moenak van egy Légy a saját fogorvosod! című könyve, s a saját fogát próbálja betömni, de ez is fordítva sül el. Moe sokszor fenyegetőzik, de általában mindenki kineveti, ezért persze magányosnak érzi magát (nyilvánvalóan ezért akar öngyilkos lenni).